# Пудовкин, Павел Григорьевич
Па́вел Григо́рьевич Пудо́вкин (1904—1943) — участник Великой Отечественной войны, Герой Советского Союза, помощник командира взвода 905-го стрелкового полка (248-я стрелковая дивизия, 28-я армия, Южный фронт), старший сержант.

## Биография
Родился 2 апреля (15 апреля по новому стилю) 1904 года на хуторе Марчуки, ныне Новоаннинского района Волгоградской области, в семье крестьянина. Русский.
Образование начальное. Работал в колхозе, затем на Приволжской железной дороге. Член ВКП(б).
С начала Великой Отечественной войны ходил в военкомат для отправки на фронт, но получал отказ как имеющий бронь. Только в конце 1941 года был призван в Красную Армию. После обучения в запасном полку в сентябре 1942 года направлен на фронт. Участвовал в битве за Сталинград. Подвиг совершил в начале Донбасской операции, при прорыве обороны врага на «Миус-фронте».
Помощник командира взвода 905-го стрелкового полка старший сержант Павел Пудовкин в бою 19 августа 1943 года в районе села Петрополье (Матвеево-Курганский район Ростовской области) подполз к вражескому дзоту и забросал его гранатами, но пулемёт продолжал вести огонь, мешая продвижению взвода. Отважный воин бросился на дзот и своим телом закрыл его амбразуру. Ценой жизни способствовал выполнению боевой задачи взводом.
Похоронен в селе Петрополье Ростовской области.

## Память

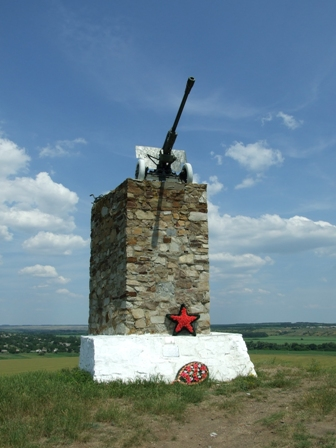
Памятник советским воинам, штурмовавшим Миус-фронт, гора Чёрный Ворон, где погиб Павел Пудовкин

- Улица и депо станции Филоново (г. Новоаннинский, Волгоградская область) Приволжской железной дороги названы именем Героя. На здании депо установлена мемориальная доска.
- Документы, касаемые П.Г. Пудовкина, хранятся в Государственном музее-панораме «Сталинградская битва»[1].
- Именем П Г. Пудовкина названа школа № 90 города Ростова-на-Дону.[источник не указан 192 дня]
- Памяти Героя Советского Союза П.Г. Пудовкина посвящено стихотворение "ВЕЧНО ЖИВОЙ", описывающее совершённый им подвиг:https://disk.yandex.ru/i/P6aHUQ4DKz02Bw%5B%5D

## Награды
- Указом Президиума Верховного Совета СССР от 19 марта 1944 года за образцовое выполнение боевых заданий командования на фронте борьбы с немецко-фашистским захватчиками и проявленные при этом мужество и героизм старшему сержанту Пудовкину Павлу Григорьевичу посмертно присвоено звание Героя Советского Союза.
- Награждён орденом Ленина.